# Герб Макарівського району
Герб Мака́рівського райо́ну — офіційний символ Макарівського району Київської області нарівні з прапором та гі́мном району.
Затверджений 10 квітня 2003 р. рішенням № 89 VII сесії Макарівської районної ради XXIV скликання. Автори проекту — історик В. Обухівський та художник А. Марчук.

## Опис

### Щит
У центрі композиції розташований прямокутник зверху та заокруглений знизу щит. Співвідношення висоти до ширини щита 8:7. Щит поділений горизонтально на дві рівні частини синьою хвилястою смугою. У верхній частині щита на зеленому фоні зображена розкрита книга срібного кольору, на ній розміщений православний хрест. Макарівщина батьківщина видатного духовного діяча XVII–XVIII століть Данила Туптала (Димитрія Ростовського), автора книги «Житіє святих», який причислений православною церквою до лику святих.
У нижній частині щита на золотому фоні зображена оборонна стіна, яка символізує захисне значення району в далекому минулому. В ряді сіл існували давньоруські городища (Макарів, Бишів, Андріївка, Мотижин, Чорногородка, Небелиця) та середньовічні замки. Над оборонною стіною зображений лук зі стрілою та накладеними навхрест шаблями. В XVI–XVIII століттях територія району була ареною національно-визвольної боротьби. Макарівська, Ясногородська, Рожівська козацькі сотні брали активну участь у боях під проводом Б.Хмельницького. Тут діяли селянсько-козацькі загони в період гайдамаччини та Коліївщини, визволяючи край від поневолювачів.

### Символіка кольорової гами герба
Територія району розташована в межах природних зон Полісся (зелений колір) і лісостепу (золотий колір). Північну і південну сторони району омивають води річок Здвиж та Ірпінь, на його території ще й досі збереглися чотири змієвих вали (символіка синьої хвилястої смуги всередині щита).
Зелений колір символізує весну, мальовничі луки, сади, ліс, а також достаток та надію на світле майбутнє. Золотий — знатність, багатство і силу. Синій велич і красу. Срібний символ чистоти, світла і слави Божої. Пурпуровий колір символізує гідність і могутність наших предків русичів, а також козацтва.

### Картуш
Герб обрамляє картуш у вигляді вікна, з правого боку — соснової, з лівого — дубової гілок зеленого кольору, як основних видів рослинності краю. Картуш завершується зображенням колосся пшениці золотого кольору, що є одним із основних напрямків сільськогосподарського виробництва району. Вінок з дубової та соснової гілок перев'язаний навхрест синьою стрічкою.